# Sellye vasútállomás
Sellye vasútállomás egy Baranya vármegyei vasútállomás, Sellye városában, a MÁV üzemeltetésében.
Az állomás a városközpont keleti felében, a Villány felé vezető országút (az 5804-es út) és a vasútvonal keresztezésének közelében található, közúti elérését az említett útból kiágazó 58 318-as számú mellékút biztosítja.
1903-ban még Baranya-Sellye állomás volt a megnevezése, a későbbi menetrendekben már a mai néven szerepelt. Jelenleg ez a Szentlőrinc–Sellye-vasútvonal végállomása, mióta a Zalátáig vezető szakaszon megszüntették a forgalmat. (2007 óta szünetel a forgalom a Barcs–Villány-vasútvonalon is, amely ugyancsak használta ezt az állomást.)
Eredeti állapotban megőrzött, a korabeli HÉV-típustervek szerint épült másodosztályú felvételi épülete gondozott, az egész vonal legjobb állapotú vasúti építménye. Az állomásépület falán, a szentlőrinci állomáshoz hasonlóan 2000 óta márványtábla emlékeztet a sellyei vasútvonal 1895-ös alapítására. Az állomás körzetében található kisebb építmények – őrházak, vízház és raktárépület – is a 19. század végi kinézetet őrzik.

## Vasútvonalak
Az állomást az alábbi vasútvonalak érintik:
- Szentlőrinc–Sellye-vasútvonal
- Középrigóc–Villány-vasútvonal

## Kapcsolódó állomások
A vasútállomáshoz az alábbi állomások vannak a legközelebb:
- Kákics megállóhely (Szentlőrinc–Sellye-vasútvonal)
- Bogdása megállóhely (Középrigóc–Villány-vasútvonal)
- Csányoszró megállóhely (Középrigóc–Villány-vasútvonal)

## Forgalom
| Járat        | Útvonal | Gyakoriság |
| ------------ | --- | ---------- |
| személyvonat | Sellye – Kákics – Okorág-Kárászpuszta – Sumony – Gyöngyfa-Magyarmecske – Királyegyháza-Rigópuszta – Szentlőrinc | 2 óránként |

## Képgaléria

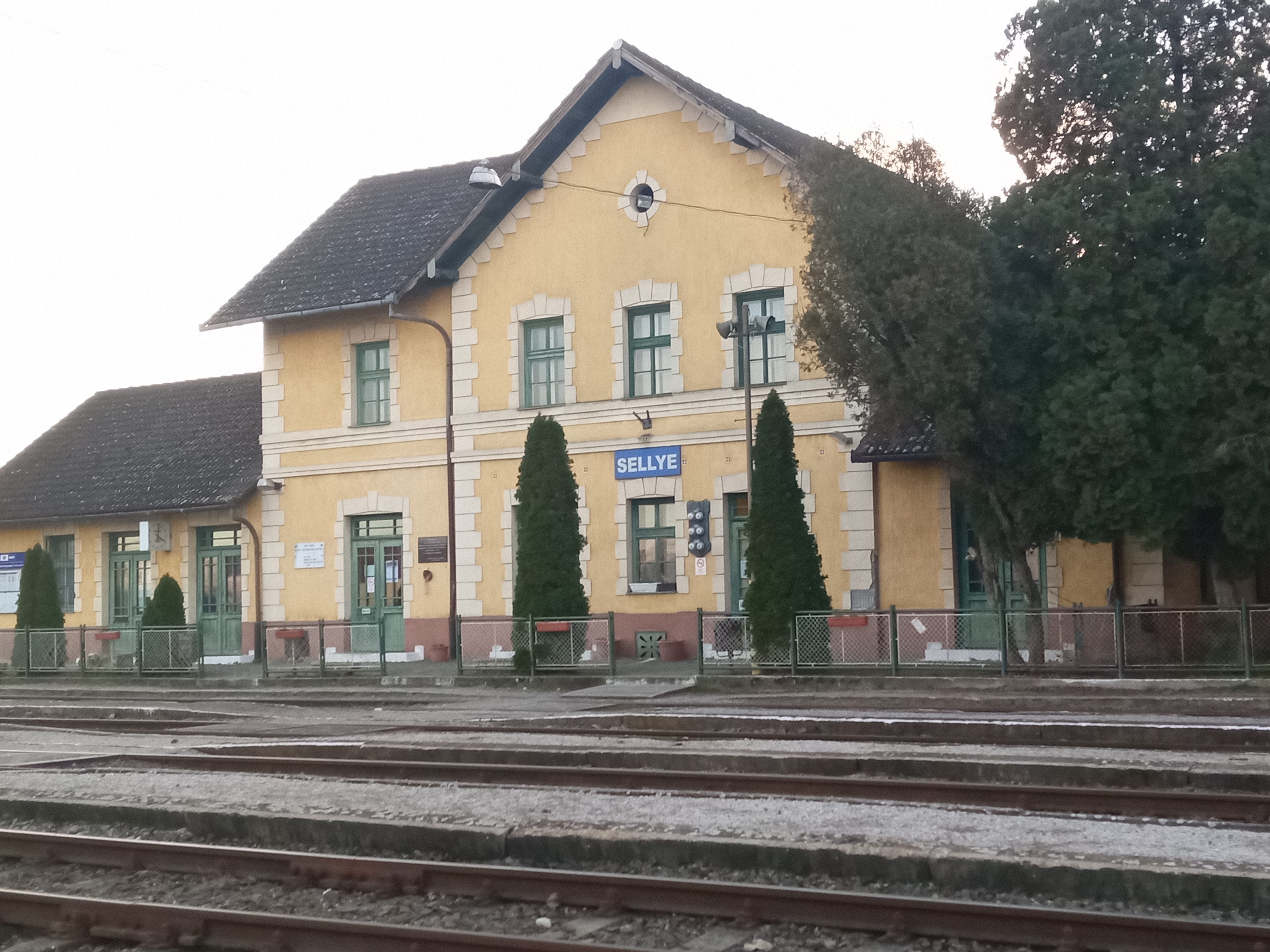
Az állomásépület...
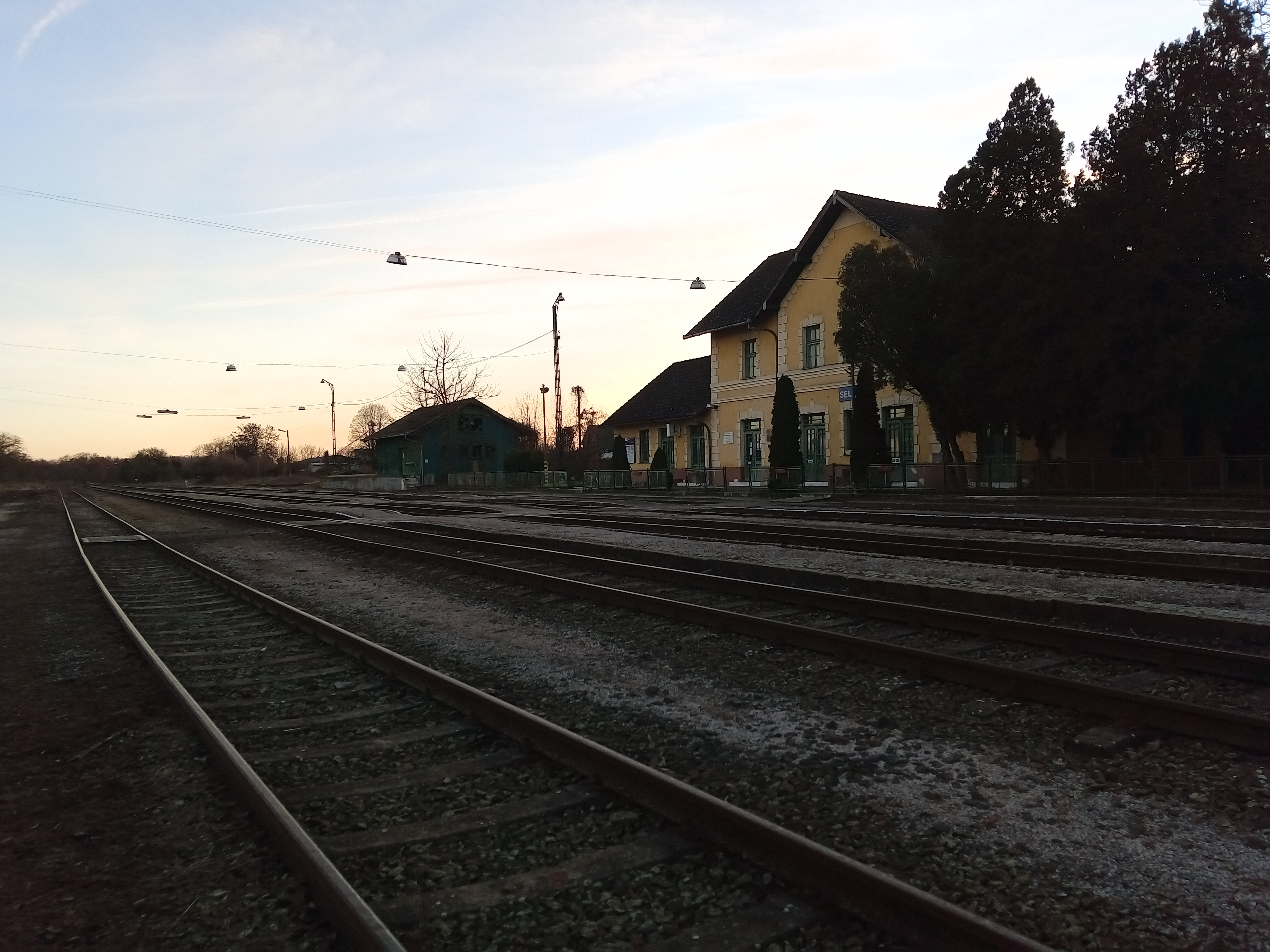
...és a vágányok
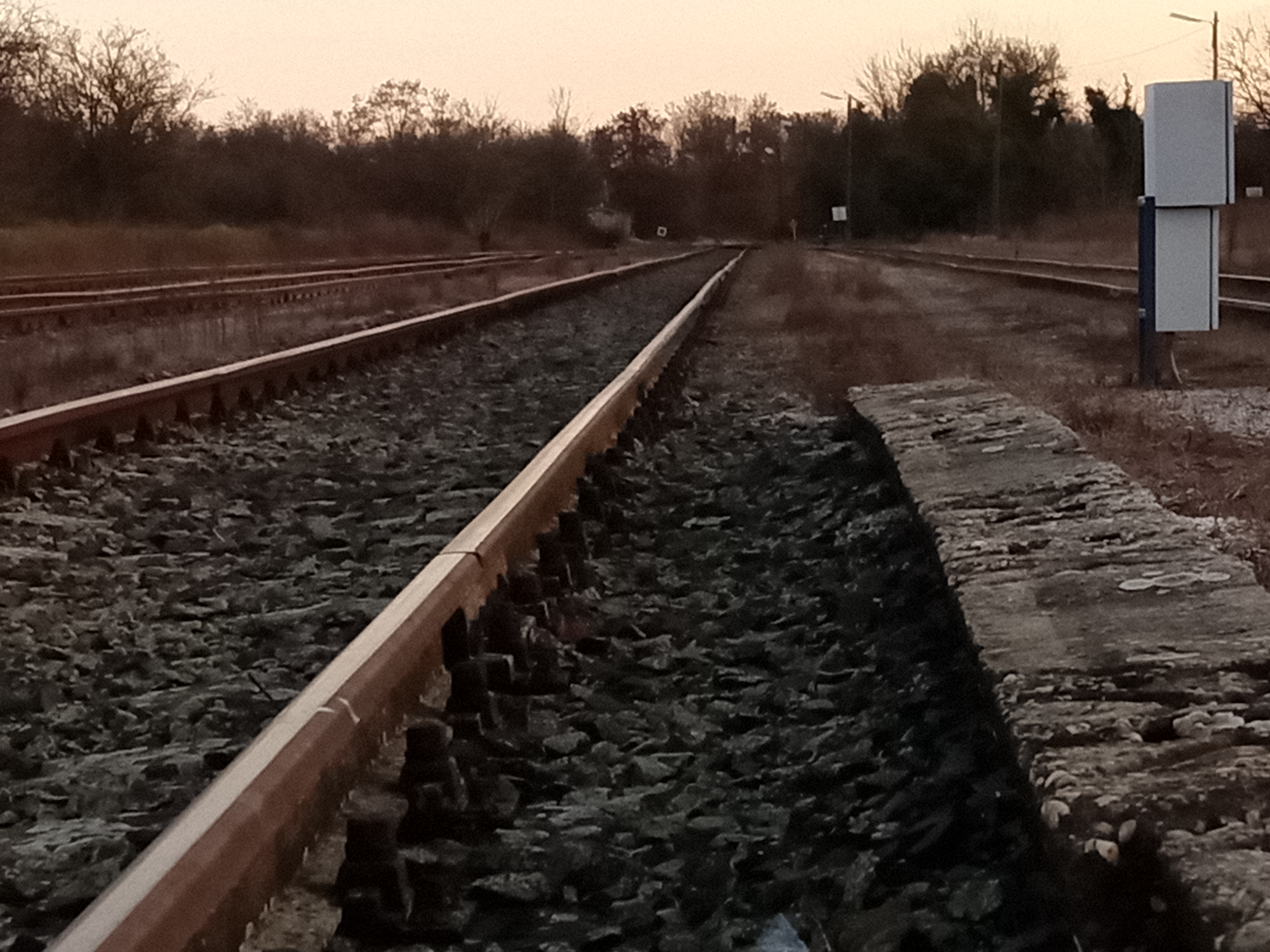
Az állomás kijárata Barcs felé...
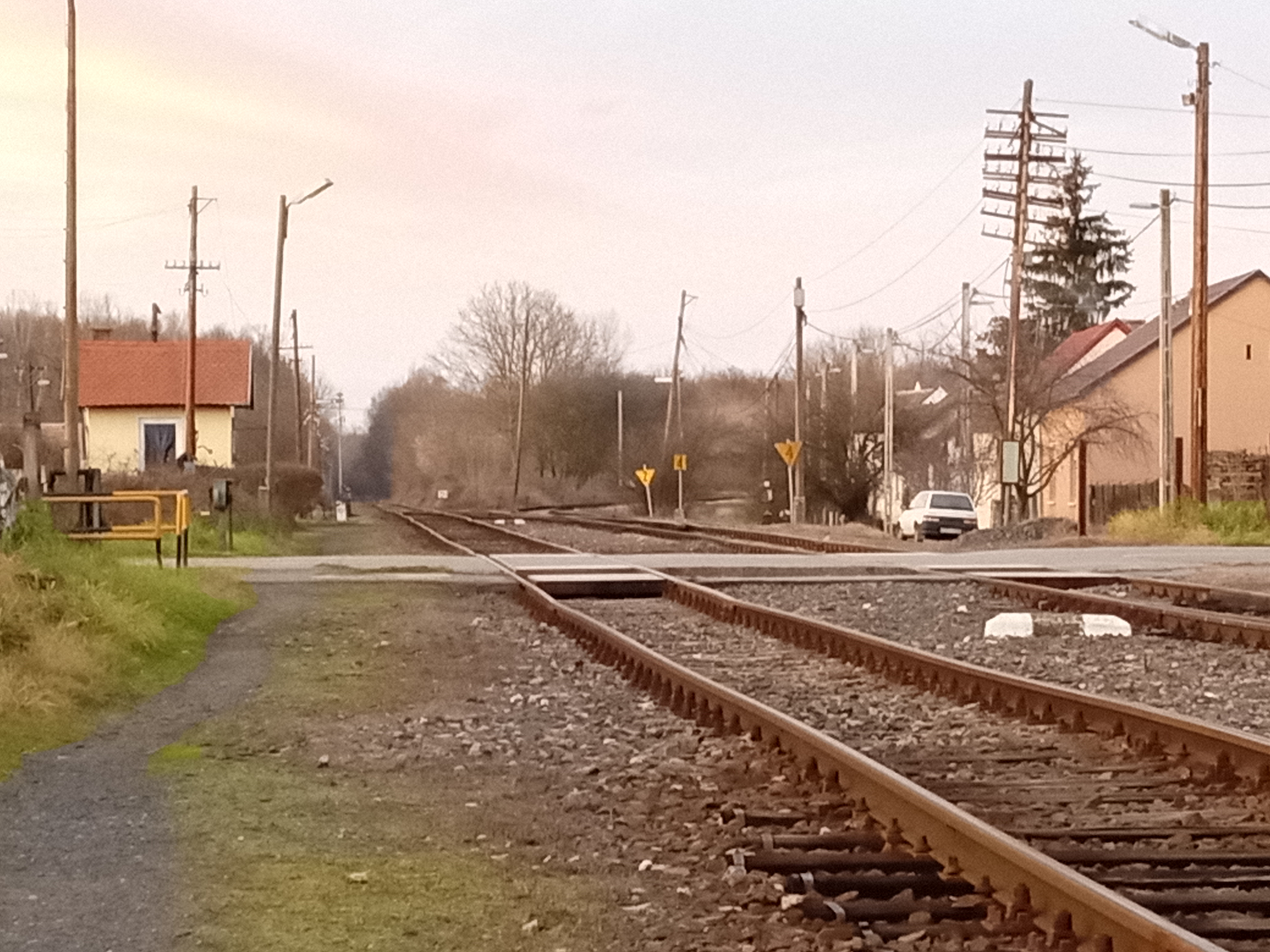
...valamint Szentlőrinc és Villány felé